# Herderstasje (soort)
Het herderstasje (Capsella bursa-pastoris) is een plant uit de kruisbloemenfamilie (Brassicaceae). Het aantal chromosomen is 2n = 32.
De plant wordt beschouwd als onkruid (een op een bepaalde plaats ongewenste plant) als hij voorkomt in siertuinen, in moestuinen, in grasland en op akkers. De Nederlandse naam is ontleend aan de hartvormige, 6-9 mm lange hauwtjes, die het model hebben van de tas die vroeger door herders en boeren gebruikt werd. In de volksmond staat de soort ook bekend als lepeltjesdief, lepeltjeskruid, beursjeskruid, tasjeskruid, bloedkruid, eendepootjes, ganzetongen, lepels en vorken, moederstasje en tuinlepeltje.

## Beschrijving

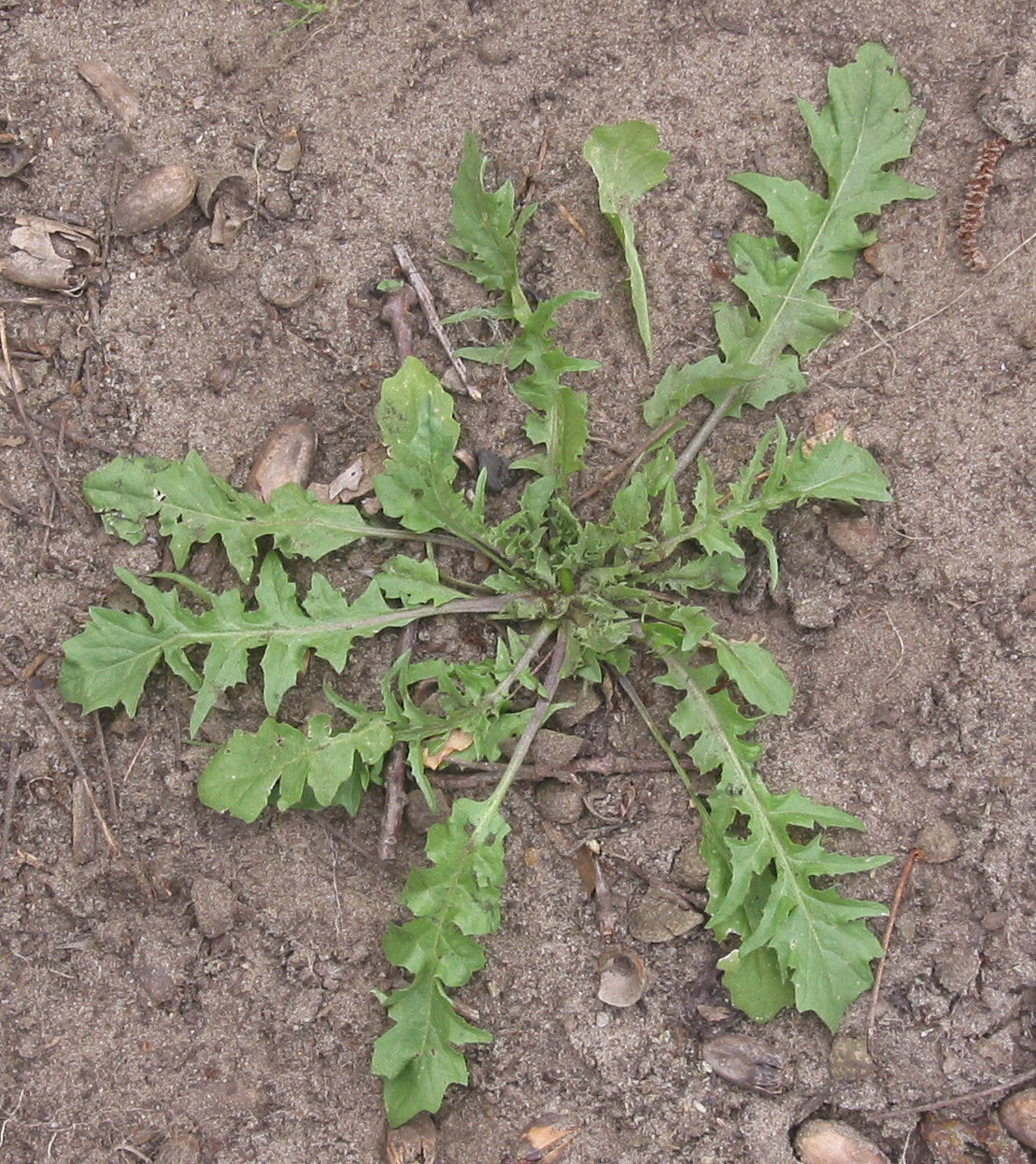
Wortelrozet

De rechtopstaande, 5 tot 60 cm hoge plant is één- of tweejarig. Herderstasje is winterhard. De penvormige wortel is vaak verhout. Rondom de spoelvormige wortel staan de bochtig getande bladeren in een wortelrozet.
De plant bloeit van maart tot september met witte bloemen, die gegroepeerd staan in een tros. De bloemen hebben vier tot 9 mm lange, witte kroonblaadjes. De kelkbladeren zijn tot half zo lang als de kroonbladeren.

## Voorkomen
De plant komt in de wereld voor met uitzondering van Polynesië, van IJsland in het noorden tot in de Alpen en de Pyreneeën op 3000 m hoogte. Hoewel de plant door veel insecten wordt bezocht, treedt er relatief weinig kruisbestuiving op. Wel is er vaak sprake van zelfbestuiving.
De plant komt waarschijnlijk oorspronkelijk uit het Middellandse Zeegebied.

## Standplaats
De soort verlangt een goed waterdoorlatende, wat zanderige, stikstofhoudende grond in zon of halfschaduw.

## Ecologie

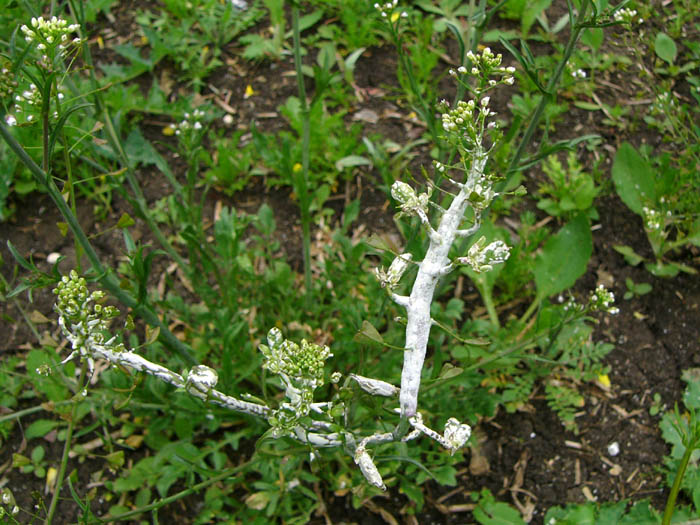
Witte roest

Het herderstasje wordt regelmatig aangetast door witte roest (Albugo candida). Uitingen hiervan zijn onder meer plaatselijke verdikkingen en een witte aanslag.

## Toepassingen
De plant wordt in verschillende handelsproducten verwerkt. In de volksgeneeskunde werden/worden aftreksels gebruikt tegen bloedingen, ontstekingen van de urinewegen, en als kompres op open bloedende wonden. Ook wordt het in combinatie met maretak en meidoorn gebruikt tegen hoge bloeddruk.
Jonge rozetblaadjes kunnen gebruikt worden in salades, of gesmoord in soepen.

## Bloemdiagram

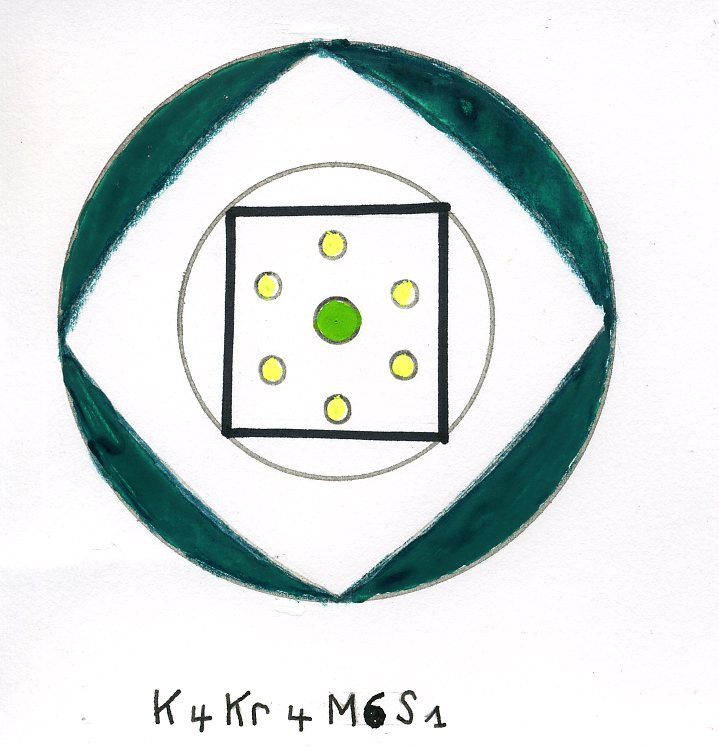

K4 Kr4 M6 S1